# Basilobelba indica
Basilobelba indica är en kvalsterart som beskrevs av Bhaduri, Chakrabarti och Dinendra Raychaudhuri 1974. Basilobelba indica ingår i släktet Basilobelba och familjen Basilobelbidae. Inga underarter finns listade.